# Хадсон, Нелл
Нелл Хадсон (англ. Nell Hudson) — британская актриса, наиболее известная своей постоянной ролью Лири Маккензи в теледраме Starz «Чужестранка».

## Ранняя жизнь
В 2012 году окончила Oxford School of Drama.

## Карьера

### Кино и телевидение
Впервые дебютировала на телевидении в качестве приглашённой звезды в одиннадцатом эпизоде медицинской драмы BBC One «Холби Сити». В 2014 году получила роль Лири Маккензи в телесериале «Чужестранка».
Также Хадсон снялась в шестом сезоне четвёртой серии телесериала BBC «Вызовите акушерку», премьера которой состоялась 22 февраля 2015 года. Там она сыграла роль 17-летней девушки-диабетика, которая узнаёт о том, что беременна и решает сделать аборт.

### Театр
14 мая 2015 года Хадсон исполнила роль Лидии Беннетт в постановке Тамары Харви по мотивам произведения Джейн Остин «Гордость и предубеждение» в театре «Крусибл», вместе с Джеймсом Норткотом и Изабеллой Лафленд.

## Личная жизнь
Хадсон также известна как певица. В частности она гастролировала вместе с Джулсом Холландом с 14 по 15 мая 2014 года.

## Фильмография
| Год       |     | Русское название           | Оригинальное название   | Роль            |
| --------- | --- | -------------------------- | ----------------------- | --------------- |
| 2012      | с   | Холби Сити                 | Holby City              | Таша Кейнкросс  |
| 2013      | кор | Кастинг окончен            | Cast Offs               | молодая девушка |
| 2013      | кор |                            | Les Bohemes             | Мишель          |
| 2014—2017 | с   | Чужестранка                | Outlander               | Лири Маккензи   |
| 2015      | с   | Вызовите акушерку          | Call the Midwife        | Полетт Роланд   |
| 2015      | с   | Пересекая черту            | Crossing Lines          | Аурелия Роше    |
| 2016—2017 | с   | Виктория                   | Victoria                | мисс Скерретт   |
| 2016      | ф   | Прибытие                   | Arrivals                | Энджел          |
| 2022      | ф   | Техасская резня бензопилой | Texas Chainsaw Massacre | Рут             |